# Randia hainanensis
Randia hainanensis är en måreväxtart som beskrevs av Elmer Drew Merrill. Randia hainanensis ingår i släktet Randia och familjen måreväxter. Inga underarter finns listade i Catalogue of Life.